# Charlotte Mayenberger
Charlotte Mayenberger (* 1956 in Buchau) ist eine Heimatforscherin, die sich in zahlreichen Publikationen, Veranstaltungen und Aktivitäten für die Erinnerungskultur des jüdischen Erbes in Bad Buchau einsetzt.

## Leben
Mayenberger wurde 1956 in Bad Buchau geboren. Nachdem sie die Realschule abgeschlossen hatte, machte sie eine kaufmännische Ausbildung. 1977 heiratete sie. Sie ist Mutter dreier Kinder.

## Einsatz für die Erinnerungskultur

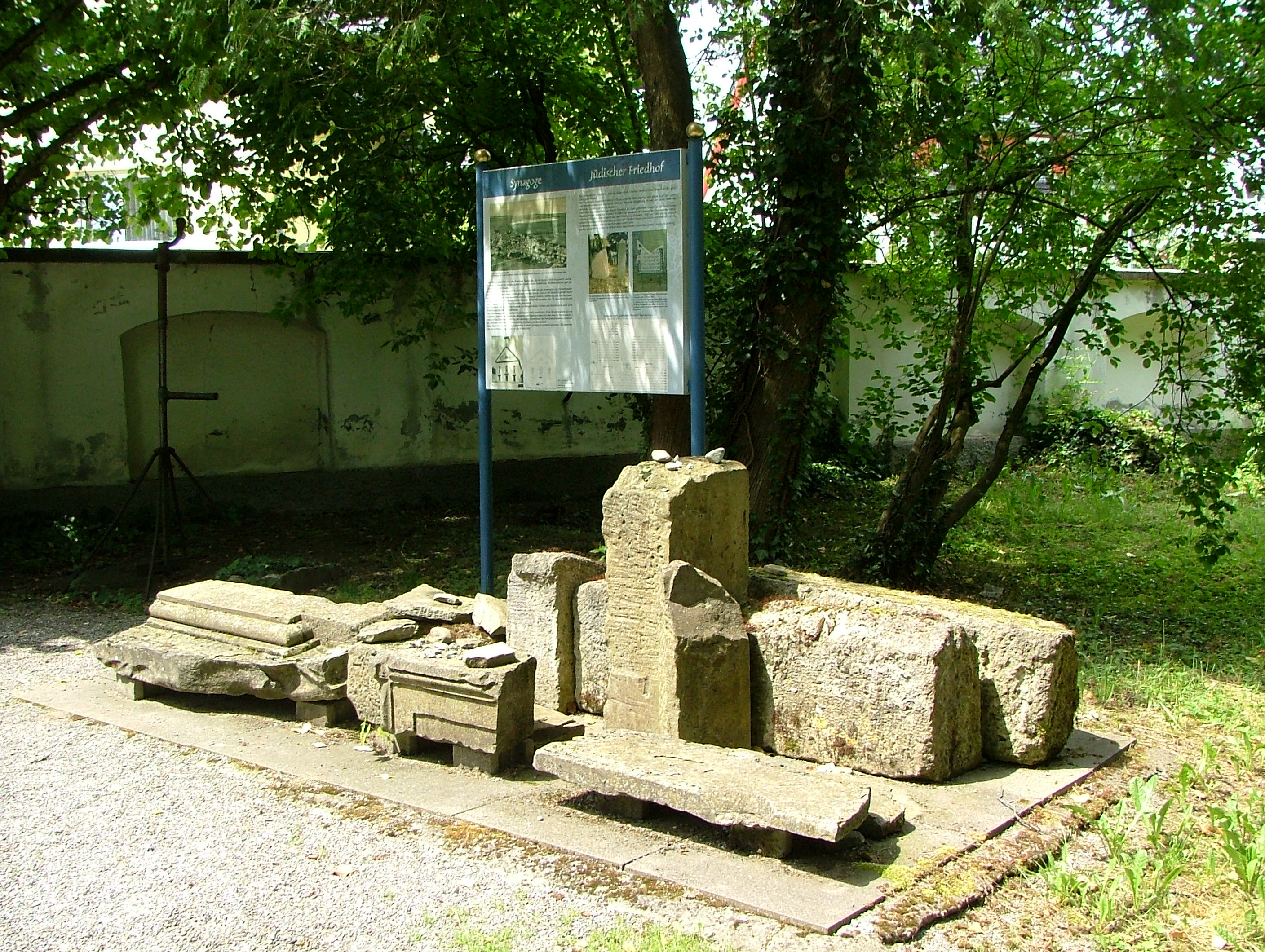
Reste des Gebäudes der zerstörten Synagoge auf dem jüdischen Friedhof

Mayenbergers regionalhistorische Recherchen begannen in den 1980er Jahren, als sie das Buchauer Stadtarchiv nach Informationen über Moritz Vierfelder durchforstete, dem ehemaligen Vorsitzenden der jüdischen Gemeinde, der noch nach seiner Emigration 1940 in die USA die Verbindung unter den Buchauer Juden in den USA aufrechterhielt. In der Begründung der Preisverleihung zum internationalen Tag des Ehrenamtes wird darauf verwiesen, dass es Mayenberger zu verdanken sei, dass der alte jüdische Friedhof in Bad Buchau wieder ein Ort des Erinnerns und Gedenkens ist. Der Friedhof war seit Ende des Zweiten Weltkrieges sich selbst überlassen und für die Öffentlichkeit gesperrt.
1990 begann Mayenberger mit der fotografischen Archivierung aller Grabsteine des Jüdischen Friedhofs und der Sammlung von Informationen über beerdigten Personen. Daraus erwuchs eine Ausstellung im Jahre 1992 zum Thema „Der Jüdische Friedhof Bad Buchau“. Als Ergebnis ihrer Recherchen war es Charlotte Mayenberger außerdem möglich, vielen Menschen zu helfen ihre Familiengeschichte aufzuklären und Verwandte wiederzufinden. Wichtiges Hilfsmittel ist dabei der von ihr erstellte „Bad Buchauer Stammbaum“, in dem mehr als 8000 Namen genealogisch verknüpft sind. Besonders intensiv befasste sich Mayenberger unter anderem mit den Biografien der Buchauer Bürger Hermann Einstein, Josef Erlanger, Paul Moos, Rudolf Moos, der Hoffaktorin Karoline Kaulla, Josef Mändle, Veit Neuburger, Maier Wallersteiner und Moritz Vierfelder, über den sie eine ausführliche Monografie verfasste.
Mayenberger ist Autorin zahlreicher Artikel, Broschüren und Bücher. Sie hält Vorträge, produziert Videos und organisiert Ausstellungen und heimat- und musemuskundliche Führungen zu Bad Buchaus jüdischer und mittelalterlicher Geschichte. Außerdem verwaltet sie die jüdische Gedenkstätte.
Als ihre vielleicht beeindruckendste Leistung erwähnt die Würdigung des Obermeyer-Preises die CD „Die Buchauer Synagoge: Eine virtuelle Rekonstruktion“. Mayenberger hatte zusammen mit örtlichen Architekturstudenten die Synagoge der Stadt computergrafisch rekonstruiert, die 1839 erbaut und in der Pogromnacht zerstört wurde.
Ihre Aufgabe sieht Mayenberger zusammen mit den Mitarbeitern des von ihr gegründeten Freundeskreises „Juden in Buchau“ in der Aufarbeitung der jüdischen Geschichte der Stadt Bad Buchau. Wichtig ist dabei der Kontakt zu noch lebenden ehemaligen Buchauer Mitbürgern und ihren Nachfahren (kommunikatives Gedächtnis), die Vermittlung der Geschichte an Schüler und Interessierte und die Aufarbeitung von Archivbeständen.
Zu ihrer Arbeit für Erinnerungskultur und Gedächtniskultur gehört vor allem auch ihr Einsatz für Erhaltung und Pflege der bestehenden Gedenkstätten und Denkmäler wie ihre Erweiterung etwa durch die Verlegung einer Stolperschwelle und der Eröffnung des Gedenkraums mit Dauerausstellung.

## Mitgliedschaften und Funktionen
- Mayenberger ist Mitglied der Freien Wähler und Stadträtin in Bad Buchau.
- Sie gehört zur Arbeitsgemeinschaft Alemania Judaica.

## Preise und Auszeichnungen
- 2004: Ehrenamtspreis des Landkreises Biberach für „ihren besonderen Einsatz für die Jugend und die Heimatgeschichte“[3], unter anderem dem Nachbau eines Hauses aus der Jungsteinzeit nach Funden im Taubried (ca. 3800 v. Chr.) im Jahr 1995[4] im Stile der experimentellen Archäologie, welches der Grundstein für den Freilichtbereich des Federseemuseums darstellte.[5]
- 2008: Obermayer German Jewish History Award. Nach Aussage Theodore Einsteins, die in der Würdigung zitiert wird, hat Mayenberger durch „persönliche Energie und erfolgreiche Vernetzung die Erinnerung an diese Gemeinde wieder wachgerufen.“
- 2013: Preis der Gesellschaft Oberschwaben: Paul Beck-Preis für Regionalhistoriker/Heimathistoriker für das Lebenswerk Mayenbergers und ihre 25-jährige Forschungsarbeit.[6][7]
- 2016: Bundesverdienstkreuz: „Charlotte Mayenberger hat in nahezu 30 Jahren akribischer Recherche die Geschichte der Juden in Bad Buchau erforscht und den Schleier des Vergessens gelüftet.“[8][9]

## Veröffentlichungen
- Von Buchau nach Theresienstadt. Dr. Oskar Moos (1869 – 1966). In: Heimatkundliche Blätter für den Kreis Biberach 2000/2
- Friedrich Bernheim – der Lottenfriedel. In: BC Heft 2003/1
- Buchau am Federsee – Ein Rückblick in Bildern, Band I. Geigerverlag, Horb 1999, ISBN 978-3-89570-532-8 und Band II, 2002, ISBN 978-3-89570-790-2.
- Moritz Vierfelder. Leben und Schicksal eines Buchauer Juden. Federsee-Verlag, Bad Buchau 2000. ISBN 978-3-925171-45-1
- Einladung zu einem Rundgang – Jüdisches Bad Buchau. Medien und Dialog, Haigerloch 2003.
- Stadtführer Bad Buchau. VeBu Druck + Medien GmbH, Bad Schussenried 2005.[10]
- Stift – Schloss – Klinik. VeBu Druck + Medien GmbH, Bad Schussenried 2006[11]
- Juden in Buchau. Begleitband zur Ausstellungskatalog 2008. Federsee Verlag, Bad Buchau 2008,
- mit Minja Mayenberger: Stadtführer Bad Buchau in Englisch und Hebräisch. Eigenverlag 2011.
- Die jüdische Gemeinde Buchau und ihre Synagogen – Begleitheft zur Ausstellung „175 Jahre Synagoge Buchau“.
- Landkreis Biberach, Geschichte und Kultur Bd. 8, Juden in Buchau (Landkreis BC, Geschichte und Kultur). Federseeverlag 2008. ISBN 978-3-925171-76-5.
- mit Jost Einstein: 100 Jahre Federseesteg – Naturschutz am Federsee. Federseeverlag 2011. ISBN 978-3-925171-87-1
- Buchau und Kappel im Ersten Weltkrieg. Eigenverlag 2014.
- Das Buchauer Bähnle. Begleitheft zur Ausstellung 2016[12]
- Bad Buchau: Meine Stadt. Biberacher Verlagsdruckerei 2017. ISBN 978-3-943391-92-3
- Die Erinnerung darf nicht Enden – Juden in Buchau. Biberacher Verlagsdruckerei 2018. ISBN 978-3-947348-28-2.
- „Sagen“haftes Bad Buchau – Die Nebelmännchen entdecken die Stadt. Eigenverlag 2019.[13]
- Bad Buchauer Lieder und Gedichte. Eigenverlag 2020.
- mit Eberhard Bürger: Stadtführer Bad Buchau Französisch. Eigenverlag 2020.
- Rudolf Moos, Lederwarenhändler, Schuhverkäufer und Erfinder der Schuhmarke Salamander. In: Heimatkundliche Blätter für den Kreis Biberach 2020/1